# کاچیرو دو سول
کاچیرو دو سول (به پرتغالی: Cachoeira do Sul) یک شهرستان در برزیل است که در ریو گرانده جنوبی واقع شده‌است.

## خصوصیات
کاچیرو دو سول ۳٬۷۱۵ کیلومترمربع مساحت و ۸۹٬۶۶۹ نفر جمعیت دارد و ۶۸ متر بالاتر از سطح دریا واقع شده‌است.